# Mezzovico-Vira
Mezzovico-Vira é uma comuna da Suíça, no Cantão Tessino, com cerca de 914 habitantes. Estende-se por uma área de 10,2 km², de densidade populacional de 90 hab/km². Confina com as seguintes comunas: Camignolo, Capriasca, Rivera, Sigirino.
A língua oficial nesta comuna é o Italiano.